# Pollo de Bresse

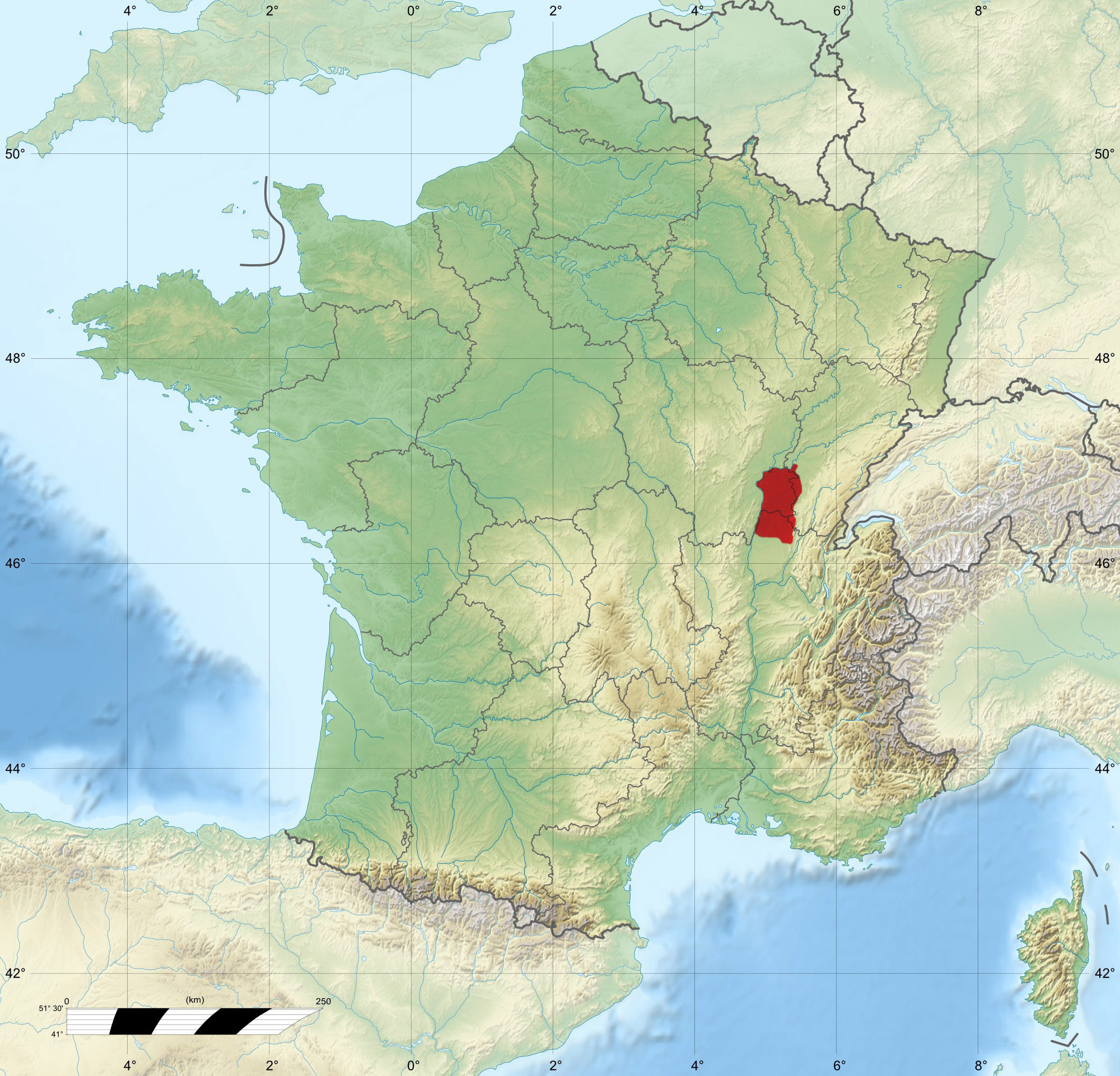
El área aproximada de producción del poulet de Bresse (en rojo)

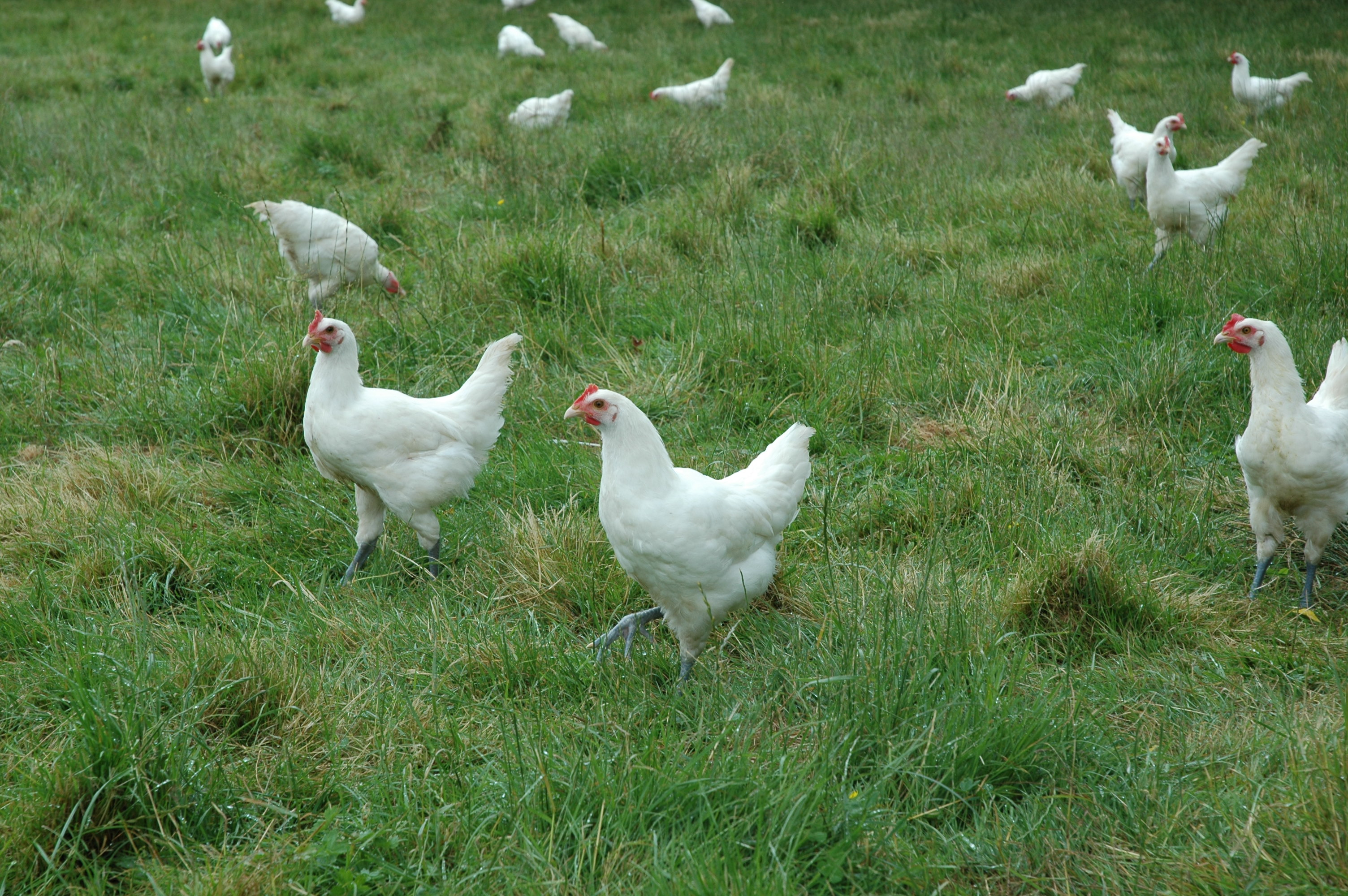
Blanco Bresse de Bény pollos

El pollo o capón de Bresse (en francés volaille o poulet de Bresse) es un producto de pollo francés con denominación de origen controlada. Pueda ser producido solo con pollos blancos de Bresse criados en un área legalmente definida de la región histórica y provincia antigua de Bresse, en Francia oriental. Se crían en parcelas de yerba y solo comen insectos, cereales y lombrices de forma controlada.

## Denominación de origen
Este tipo de pollo, bajo las denominaciones Volaille de Bresse, Poulet de Bresse, Poularde de Bresse o Chapon de Bresse, está reconocido en Francia como appellation d'origine contrôlée (AOC) desde 1957. Desde 1996, es una denominación de origen protegida (PDO) ante la Unión Europea. A nivel internacional, cuenta con registro como denominación de origen, conforme al Sistema de Lisboa, ante la Organización Mundial de la Propiedad Intelectual, desde el 20 de diciembre de 1967.